# خوسيه ألفارو (لاعب كرة قدم)
خوسيه ألفارو (بالإسبانية: José Rodolfo Alfaro Vargas)‏ هو لاعب كرة قدم كوستاريكي في مركز wide midfielder ‏، ولد في 18 مارس 2000 في Grecia, Costa Rica ‏ في كوستاريكا. شارك مع منتخب كوستاريكا تحت 17 سنة لكرة القدم ومنتخب كوستاريكا لكرة القدم. أما مع النوادي، فقد لعب مع ديبورتيفو سابريسا.

## وصلات خارجية
- خوسيه ألفارو (لاعب كرة قدم) على موقع قاعدة بيانات كرة القدم.إي يو (الإنجليزية)
- خوسيه ألفارو (لاعب كرة قدم) على موقع Soccerway.com (الإنجليزية)